# Liste der Biografien/Nin
Liste der Biografien |
Portal Biografien |
Personensuche
# |
A |
B |
C |
D |
E |
F |
G |
H |
I |
J |
K |
L |
M |
N |
O |
P |
Q |
R |
S |
T |
U |
V |
W |
X |
Y |
Z |
?
 
Na |
Nb |
Nc |
Nd |
Ne |
Nf |
Ng |
Nh |
Ni |
Nj |
Nk |
Nl |
Nm |
Nn |
No |
Nr |
Ns |
Nt |
Nu |
Nv |
Nw |
Nx |
Ny |
Nz
 
Nia |
Nib |
Nic |
Nid |
Nie |
Nif |
Nig |
Nih |
Nii |
Nij |
Nik |
Nil |
Nim |
Nin |
Nio |
Nip |
Niq |
Nir |
Nis |
Nit |
Niu |
Niv |
Niw |
Nix |
Niy |
Niz
Die Liste der Biografien führt alle Personen auf, die in der deutschsprachigen Wikipedia einen Artikel haben. Dieses ist eine Teilliste mit 142 Einträgen von Personen, deren Namen mit den Buchstaben „Nin“ beginnt.

## Nin
- Nin i Castellanos, Joaquim (1879–1949), kubanischer Komponist und klassischer Pianist
- Nin Novoa, Rodolfo (* 1948), uruguayischer Politiker und Vizepräsident
- Nin, Anaïs (1903–1977), US-amerikanische SchriftstellerinAnaïs Nin (1903–1977)

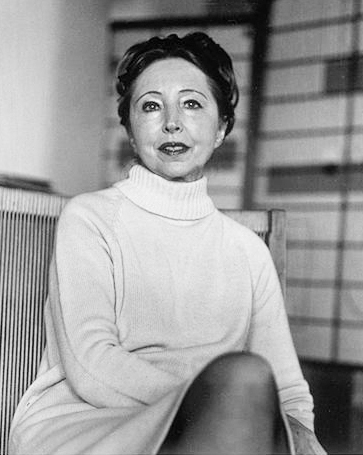
Anaïs Nin (1903–1977)

- Nin, Andreu (1892–1937), spanischer Politiker, Kommunist und Anarchist
- Nin, Khadja (* 1959), burundisch-belgische Musikerin
- Nin, Manuel (* 1956), spanischer Ordensgeistlicher, griechisch-katholischer Exarch von Griechenland
- Nin-Culmell, Joaquín (1908–2004), US-amerikanischer Komponist, Pianist und Dirigent

### Nina
- Nina (* 1966), spanische Sängerin und Musicaldarstellerin
- Nína Dögg Filippusdóttir (* 1974), isländische Schauspielerin
- Nina Kristin (* 1982), deutsche Schauspielerin und Sängerin
- Nina Maleika (* 1981), deutsch-ägyptische Sängerin und Songwriterin
- Nína Sæmundsson (1892–1965), isländische Künstlerin
- Nína Tryggvadóttir (1913–1968), isländische Malerin, Bildhauerin, Mosaikkünstlerin
- Nina, Lorenzo (1812–1885), Kurienkardinal der römisch-katholischen Kirche
- Ninaber van Eyben, Bruno (* 1950), niederländischer Industriedesigner und Hochschullehrer
- Ninagawa, Mika (* 1972), japanische Fotografin und Filmregisseurin
- Ninagawa, Noritane (1835–1882), japanischer Beamter, Kunsthistoriker und Kunstsammler
- Ninagawa, Torazō (1897–1981), japanischer Politiker
- Ninagawa, Yukio (1935–2016), japanischer Theater- und Filmregisseur
- Nin’ami, Dōhachi (1783–1855), japanischer Töpfer
- Ninaus, Alfred (* 1952), österreichischer Filmproduzent und Filmregisseur
- Ninaus, Erwin (1940–2020), österreichischer Fußballspieler
- Ninaus, Herbert (1937–2015), österreichischer australischer Fußballspieler
- Ninaus, Jennifer (* 1985), deutsche Fußballspielerin
- Ninaus, Josef (1878–1947), österreichischer Politiker (SPÖ), Abgeordneter zum Nationalrat
- Ninaus, Matthias (* 1995), österreichischer Filmproduzent
- Ninaus, Ottilie (1905–1989), österreichische Kommunalpolitikerin (SPÖ)
- Ninaus, Stephanie (* 1987), österreichische Autorin, Regisseurin und Filmproduzentin
- Ninavia, David (* 2003), bolivianischer Mittel- und Langstreckenläufer

### Ninc
- Ninčević, Frane (* 1999), kroatischer Tennisspieler
- Ninčević, Ivan (* 1981), kroatischer Handballspieler
- Ninchi, Alessandro (1935–2005), italienischer Schauspieler, Regisseur und Drehbuchautor
- Ninchi, Annibale (1887–1967), italienischer Schauspieler
- Ninchi, Ave (1915–1997), italienische Schauspielerin
- Ninchi, Carlo (1896–1974), italienischer Schauspieler
- Ninčić, Momčilo (1876–1949), serbischer Außenminister und Wirtschaftswissenschaftler
- Ninck, Carl (1834–1887), deutscher evangelischer Theologe und Schriftsteller

### Nind
- Nindel, Kerstin, deutsche Handballspielerin
- Nindel, Thorsten (* 1964), deutscher Schauspieler und SynchronsprecherThorsten Nindel (* 1964)

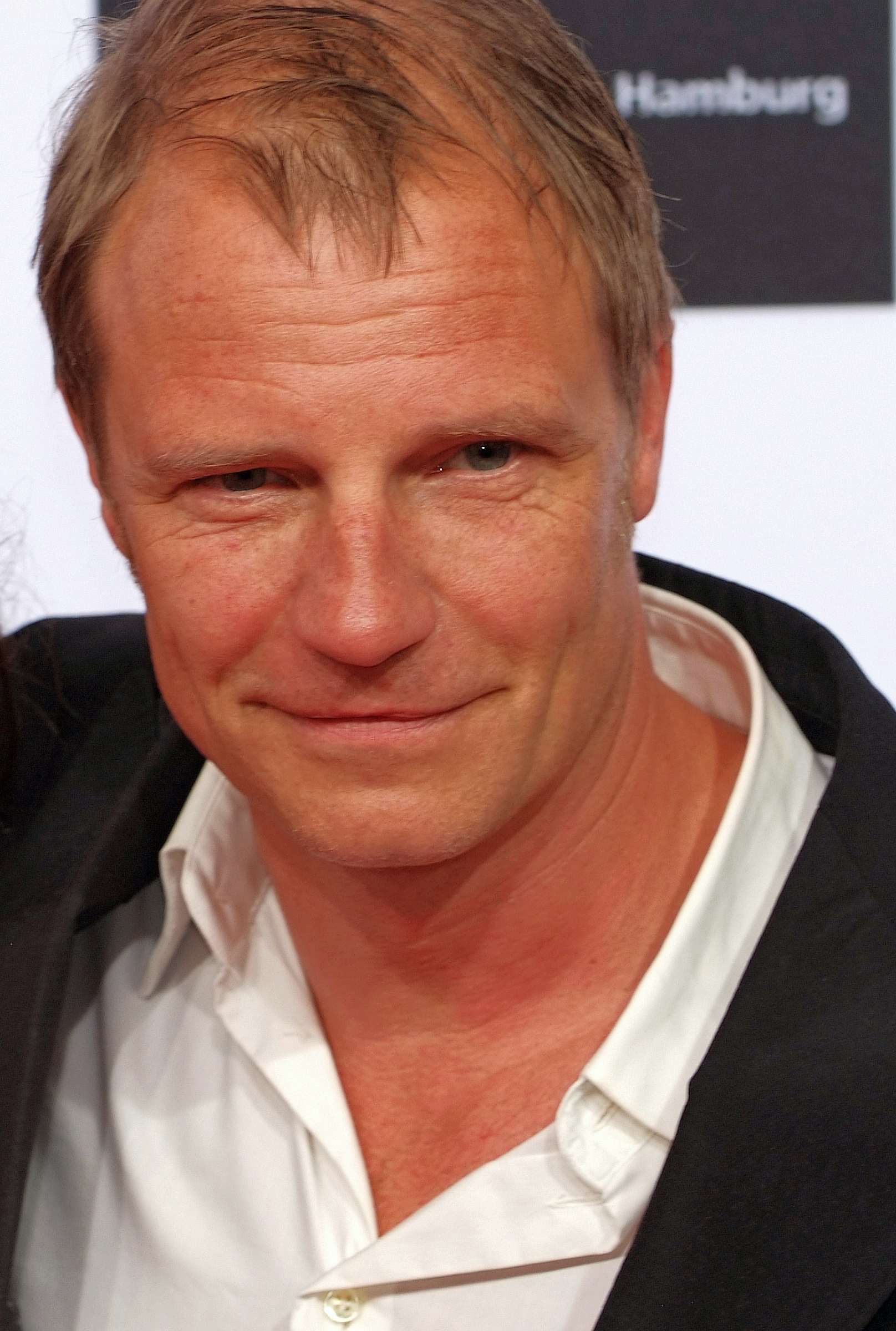
Thorsten Nindel (* 1964)

- Nindemann, Wilhelm (1850–1913), Seemann und Polarfahrer
- Nindl, Gottfried (1948–2019), österreichischer Politiker (ÖVP), Salzburger Landtagsabgeordneter und Bundesrat
- Nindl, Helmut (* 1955), österreichischer Bildhauer und Installationskünstler
- Nindl, Hugo (* 1942), österreichischer Skirennläufer
- Nindl, Karl (1943–2010), österreichischer Politiker (ÖVP), Landtagsabgeordneter

### Nine
- Nine (* 1969), US-amerikanischer Rapper
- Nines, britischer Rapper
- Ninetjer, 3. Pharao der 2. Dynastie
- Ninewa, Marinela (* 1993), bulgarische Langstreckenläuferin
- Niney the Observer (* 1944), jamaikanischer Musiker
- Niney, Pierre (* 1989), französischer SchauspielerPierre Niney (* 1989)

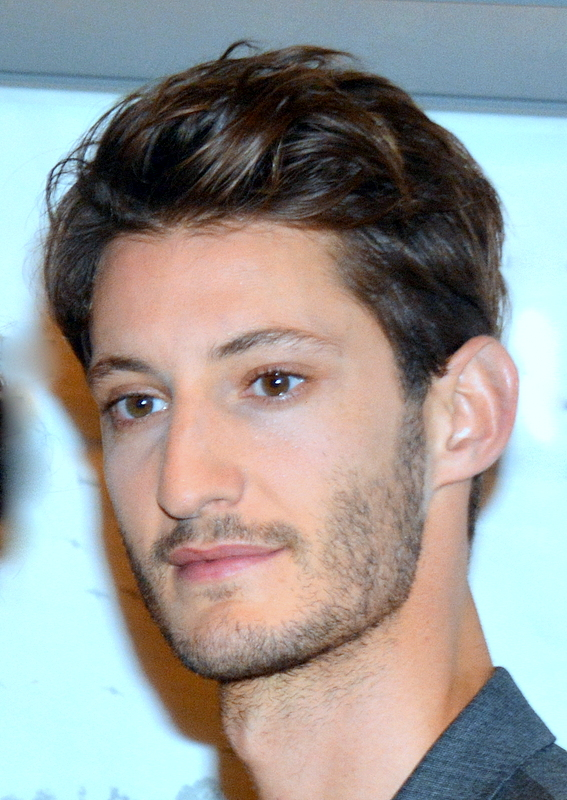
Pierre Niney (* 1989)

- Ninezero, australischer Sänger, Textdichter und Musiker

### Ninf
- Ninfa, Schutzheilige von Palermo

### Ning
- Ning, Chadd (* 2006), eswatinischer Schwimmer
- Ning, Hao (* 1977), chinesischer Regisseur und Drehbuchautor
- Ning, Kaiyu (* 2004), chinesische Schachspielerin
- Ning, Qin (* 1992), chinesische Freestyle-Skierin
- Ning, Xiaohan (* 2000), chinesischer Hürdenläufer
- Ning, Yuqing (* 1994), chinesischer Tennisspieler
- Ning, Zetao (* 1993), chinesischer Schwimmer
- Ning, Zhongyan (* 1999), chinesischer Eisschnellläufer
- Ninga, Casimir (* 1993), tschadischer Fußballspieler
- Ningel, Franz (* 1936), deutscher Eiskunstläufer
- Ningel, Matthias (* 1987), deutscher Musiker, Kabarettist, Texter und Musiktheoretiker
- Ninghetto, Françoise (* 1947), Schweizer Kunsthistorikerin und Kuratorin
- Ningrum, Eka Cahaya (* 1996), indonesische Sprinterin
- Ningsih, Gusti Ayu Mardili (* 1998), indonesische Sprinterin
- Ninguarda, Feliciano (1524–1595), Bischof von Scala, Sant’Agata de’ Goti und Como, Bistumsverweser von Regensburg, Apostolischer Nuntius

### Ninh
- Ninho (* 1996), französischer Rapper

### Nini
- Nini, Achinoam (* 1969), israelische Sängerin und Liedermacherin
- Nini, Alessandro (1805–1880), italienischer Komponist
- Nini, Giacomo Filippo (1629–1680), Kardinal und Bischof
- Ninian, laut Überlieferung der erste Glaubensbote bei den südlichen Pikten und Gründungsbischof von Whithorn
- Ninidze, Merab (* 1965), georgischer SchauspielerMerab Ninidze (* 1965)

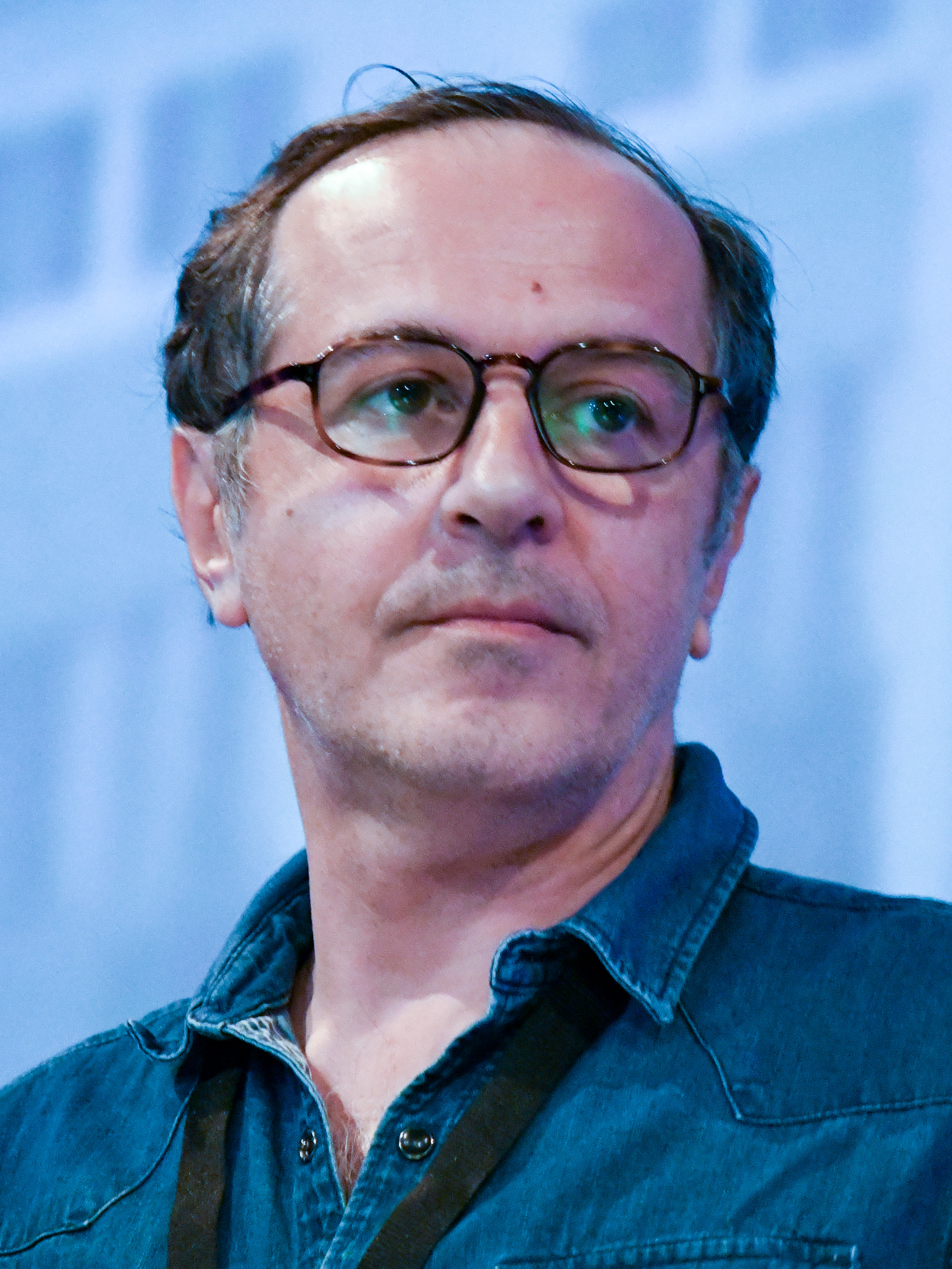
Merab Ninidze (* 1965)

- Ninigret, Sachem der östlichen Niantic
- Ninio, Marcelle (1929–2019), ägyptische Sekretärin und israelische Spionin
- Ninio, Moshe (* 1953), israelisch-französischer Fotograf
- Ninis, Jozef (* 1981), slowakischer Rennrodler
- Ninis, Sotirios (* 1990), griechischer Fußballspieler

### Ninj
- Ninja (* 1991), US-amerikanischer Webvideoproduzent, Streamer und professioneller E-SportlerNinja (* 1991)

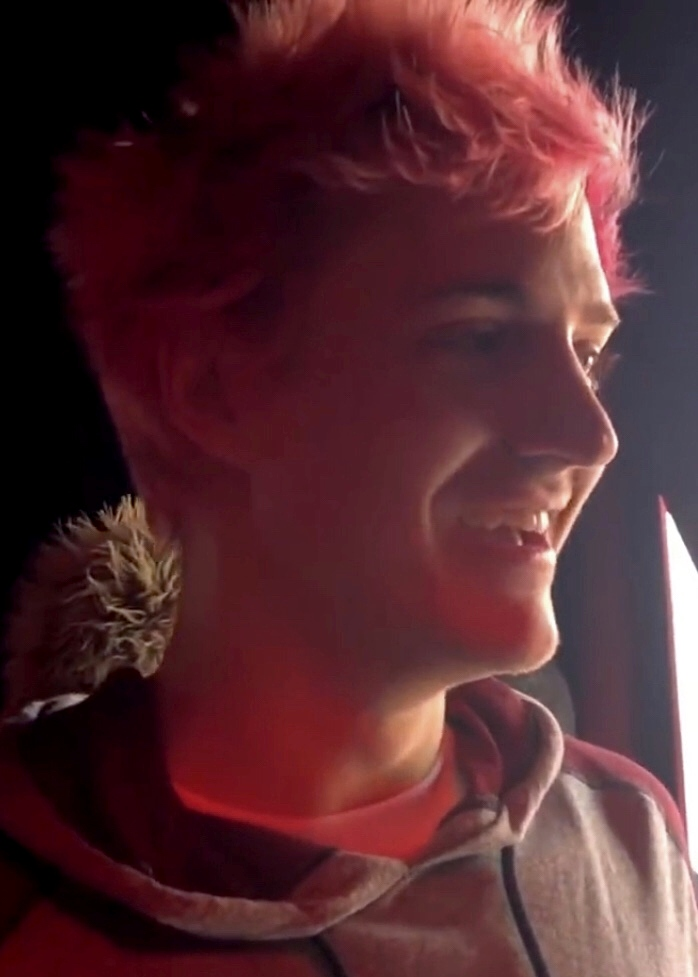
Ninja (* 1991)

- Ninja, Lasseindra (* 1986), französische Tänzerin
- Ninjaman (* 1966), jamaikanischer Dancehall-Sänger

### Nink
- Nink, Caspar (1885–1975), römisch-katholischer Priester und Philosoph
- Nink, Heinz (* 1931), deutscher Tischtennisspieler
- Nink, Karin (* 1961), deutsche Journalistin
- Nink, Manfred (* 1950), deutscher Politiker (SPD), MdL, MdB
- Ninken (449–498), 24. Kaiser von Japan (488–498)
- Ninkō (1800–1846), 120. Tennō von Japan
- Ninkov, Boris (* 1966), jugoslawischer Schauspieler und Kinderdarsteller
- Ninkov, Pavle (* 1985), serbischer Fußballspieler
- Ninković, Miloš (* 1984), serbischer Fußballspieler
- Ninković, Nataša (* 1972), serbische Filmschauspielerin
- Ninković, Nikola (* 1994), serbischer Fußballspieler

### Ninn
- Ninn, Michael (* 1951), US-amerikanischer Pornofilmregisseur, Filmregisseur, Filmproduzent, Drehbuchautor und Art Director
- Ninn-Hansen, Erik (1922–2014), dänischer Rechtsanwalt und Politiker (Konservative Volkspartei), Mitglied des Folketing
- Ninnemann, Sven (* 1974), deutscher Tänzer in den Bereichen Standard und Latein
- Ninnis, Aubrey Howard (1883–1956), britischer Ingenieur und Expeditionsteilnehmer
- Ninnis, Belgrave Edward Sutton (1887–1912), britischer Polarforscher
- Ninnius Hastianus, römischer Suffektkonsul (160)

### Nino
- Nino, Heilerin, bekehrte Georgien zum Christentum
- Nino (1772–1847), Fürstin von Mingrelien
- Nino (1964–2007), bosnischer Sänger
- Nino (* 1980), spanischer Fußballspieler
- Nino (* 1997), brasilianischer Fußballspieler
- Nino aus Wien, Der (* 1987), österreichischer Musiker und LiederschreiberDer Nino aus Wien (* 1987)

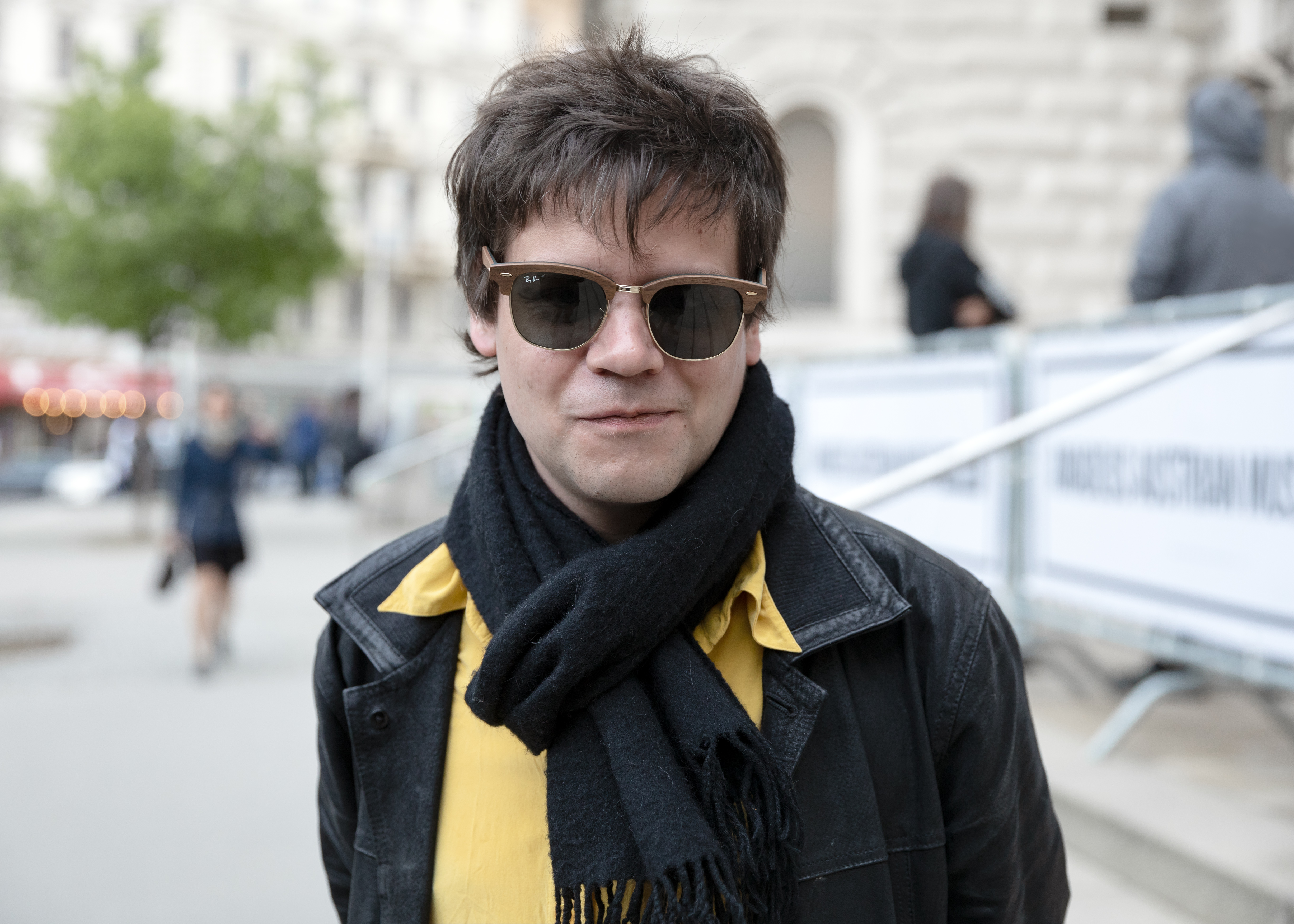
Der Nino aus Wien (* 1987)

- Niño de Elche (* 1985), spanischer Sänger, Gitarrist, Filmkomponist und multidisziplinärer Künstler
- Niño de Guevara, Fernando (1541–1609), spanischer Erzbischof und Großinquisitor
- Niño de Guzmán, Jaime (* 1934), bolivianischer General, Politiker und Diplomat
- Niño Hernández, Edward (* 1986), kolumbianischer Tänzer, kleinster gehfähiger Mann der Welt
- Niño Miguel (1952–2013), spanischer Flamenco-Gitarrist
- Niño, Eduardo (* 1967), kolumbianischer Fußballspieler
- Niño, Fer (* 2000), spanischer Fußballspieler
- Niño, Fernando (* 1982), kolumbianischer Politiker, Abgeordneter und stellvertretender Parlamentspräsident
- Niño, Jairo Aníbal (1941–2010), kolumbianischer Schriftsteller
- Niño, Libardo (* 1968), kolumbianischer Radrennfahrer
- Niño, Miguel (* 1971), kolumbianischer Straßenradrennfahrer
- Niño, Pedro Alonso (1468–1505), spanischer Seefahrer
- Niño, Rafael Antonio (* 1949), kolumbianischer Radrennfahrer
- Niño, Víctor (* 1973), kolumbianischer Straßenradrennfahrer
- Ninomine, Yoshio (* 1942), japanischer Biathlet
- Ninomiya, Harushige (1879–1945), japanischer Generalleutnant und Bildungsminister
- Ninomiya, Hirokazu (1917–2000), japanischer Fußballspieler
- Ninomiya, Hiroshi (* 1937), japanischer Fußballspieler und -trainer
- Ninomiya, Hiroshi (* 1969), japanischer Fußballspieler
- Ninomiya, Jōkō (* 1954), japanischer Exponent des Karate
- Ninomiya, Kazuhiro (* 1946), japanischer Judoka
- Ninomiya, Kazunari (* 1983), japanischer Musiker und SchauspielerKazunari Ninomiya (* 1983)

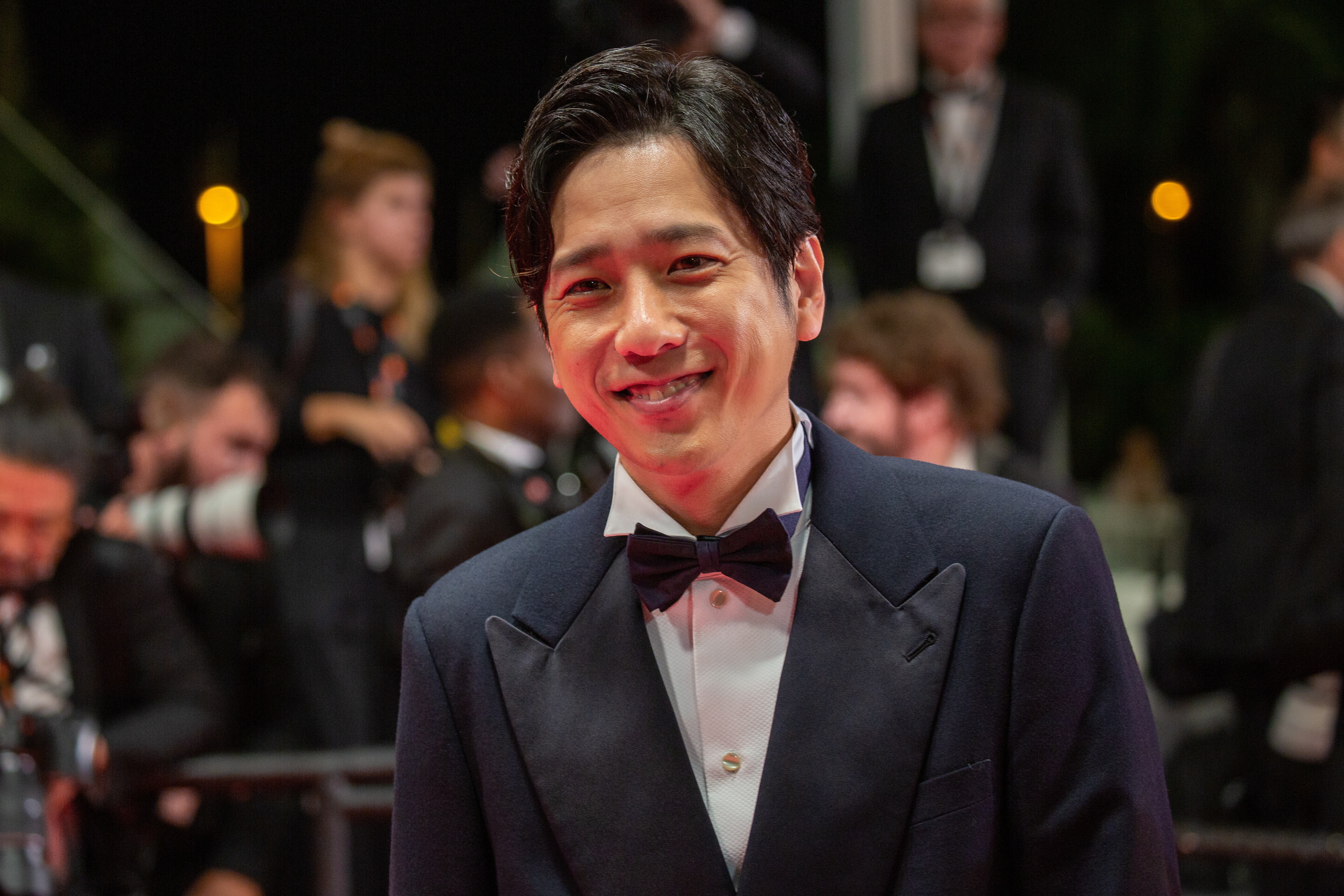
Kazunari Ninomiya (* 1983)

- Ninomiya, Makoto (* 1994), japanische Tennisspielerin
- Ninomiya, Miho (* 1975), japanische Judoka
- Ninomiya, Sontoku (1787–1856), japanischer Agrarreformer
- Ninomiya, Tomoko (* 1969), japanische Manga-Zeichnerin
- Ninos, Cindy (* 1972), griechische Skeletonpilotin
- Ninoslav, Matej († 1250), bosnischer Banus
- Ninosu, Petre (1944–2008), rumänischer Jurist und Politiker
- Ninov, Victor, bulgarischer Physiker und Nuklearforscher
- Ninova, Ljudmila (* 1960), österreichische Weit- und Dreispringerin bulgarischer Herkunft
- Ninowa, Kornelija (* 1969), bulgarische Politikerin und Juristin
- Ninowa, Violeta (* 1963), bulgarische Ruderin

### Nint
- Nintoku (* 257), 16. Tennō von Japan (313–399)

### Ninu
- Ninua, Nika (* 1999), georgischer Fußballspieler
- Ninurta-apil-ekur, assyrischer König
- Ninurta-reṣ-ušu, kassitischer Priester
- Ninurta-tukulti-Aššur, assyrischer König